# Russische roulette (hoorspel)
Russische roulette is een hoorspel van Alfred Andersch. Russisches Roulette werd op 14 oktober 1961 door de Südwestfunk uitgezonden.
Ivo Michiels vertaalde het voor de BRT die het op 25 september 1966 uitzond onder regie van Herman Niels.
Erna van der Beek vertaalde het voor de AVRO die het uitzond op donderdag 27 februari 1969, van 21.35 uur tot 22.30 uur. De regisseur was Dick van Putten.

## Rolbezetting

### BRT
- Ugo Prinsen
- Machteld Ramoudt
- Alex Wilequet
- Joris Collet
- Jeanine Schevernels
- Emmy Leemans
- Paul Cammermans
- Hilde Sacré

### Avro
- Erik Plooyer (jongeman)
- Paul van der Lek (verteller)
- Fé Sciarone (studente)
- Gerrie Mantel (een meisje van het luchtvaartkantoor)
- Paul Deen (Gafur)
- Corry van der Linden (Messoua)

## Inhoud
Hoofdpersoon is een 21-jarige man, groepsleider bij een machinale boekhouding in Hamburg. Hij behoort tot wat men "de sceptische", de "geslagen", de "vertwijfelde" generatie noemt. Hij weigert te geloven, te leven, te hopen. De speelwijzen en prikkelingen van het leven vervelen hem - alleen de dood fascineert hem. Op een reis leert hij een Indische advocaat en diens vrouw kennen. De Indiër schenkt hem een revolver en leert hem de "Russische roulette" kennen, een soort zelfmoordpoging waarbij de kansen om te overleven of te sterven in de verhouding 6 tot 1 staan, een spel waarbij je geluk zou worden geschonken als je het er heelhuids vanaf brengt, "het gouden, het paradijselijke, het Indische geluk, het einde van de leegte". Aan een studente, de tegenpool van deze hopeloos gemaakte, perfect functionerende generatie, verklaart de jonge man zijn spel. Ze vernielt echter de nimbus van zijn drug: "Denken is beter dan Russische roulette..."